# At the Drive-In
At the Drive-In var et amerikansk post-hardcore band fra Texas, der eksisterede fra 1993 til 2001. Bandet bestod af Jim Ward, Cedric Bixler, Omar Rodriquez, Paul Hinojos og Tony Hajjar, og blev gendannet år 2012 og år 2016. At the Drive-In pausede år 2018, bandets aktiviteter.
I 1990'erne kæmpede bandet for at opnå kommerciel succes, men uden held trods imponerende sange som fx Napoleon Solo fra 1998. I 2000 fik At the Drive-In dog endelig deres gennembrud med Relationship of Command, der i dag anses for at være ét af de bedste albums udgivet i det 21. århundrede. Desværre gik de hver til sit året efter.
Cedric Bixler og Omar Rodriquez dannede hurtigt et nyt progessivt rockband, The Mars Volta, og de har med tre albums i alt nydt stor succes siden.

## Album
- Acrobatic Tenement (1997)
- In/Casino/Out (1998)
- Relationship of Command (2000)
- in•ter a•li•a (2017)